# Xamece de Tabriz

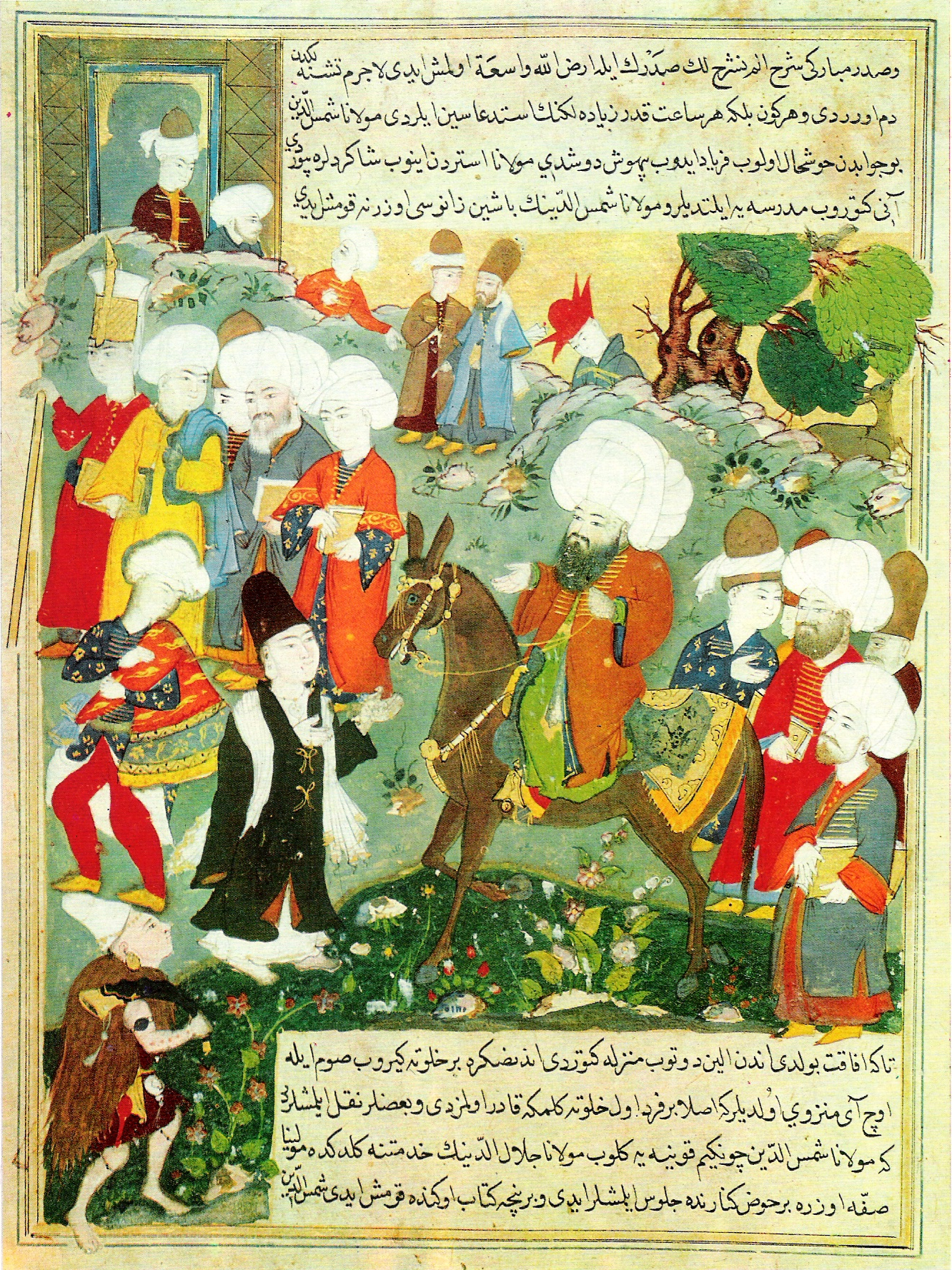
Manuscrito otomano descrevendo Rumi e Xamece

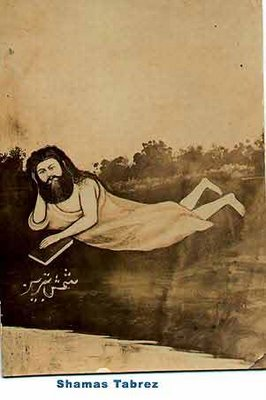
Xamece

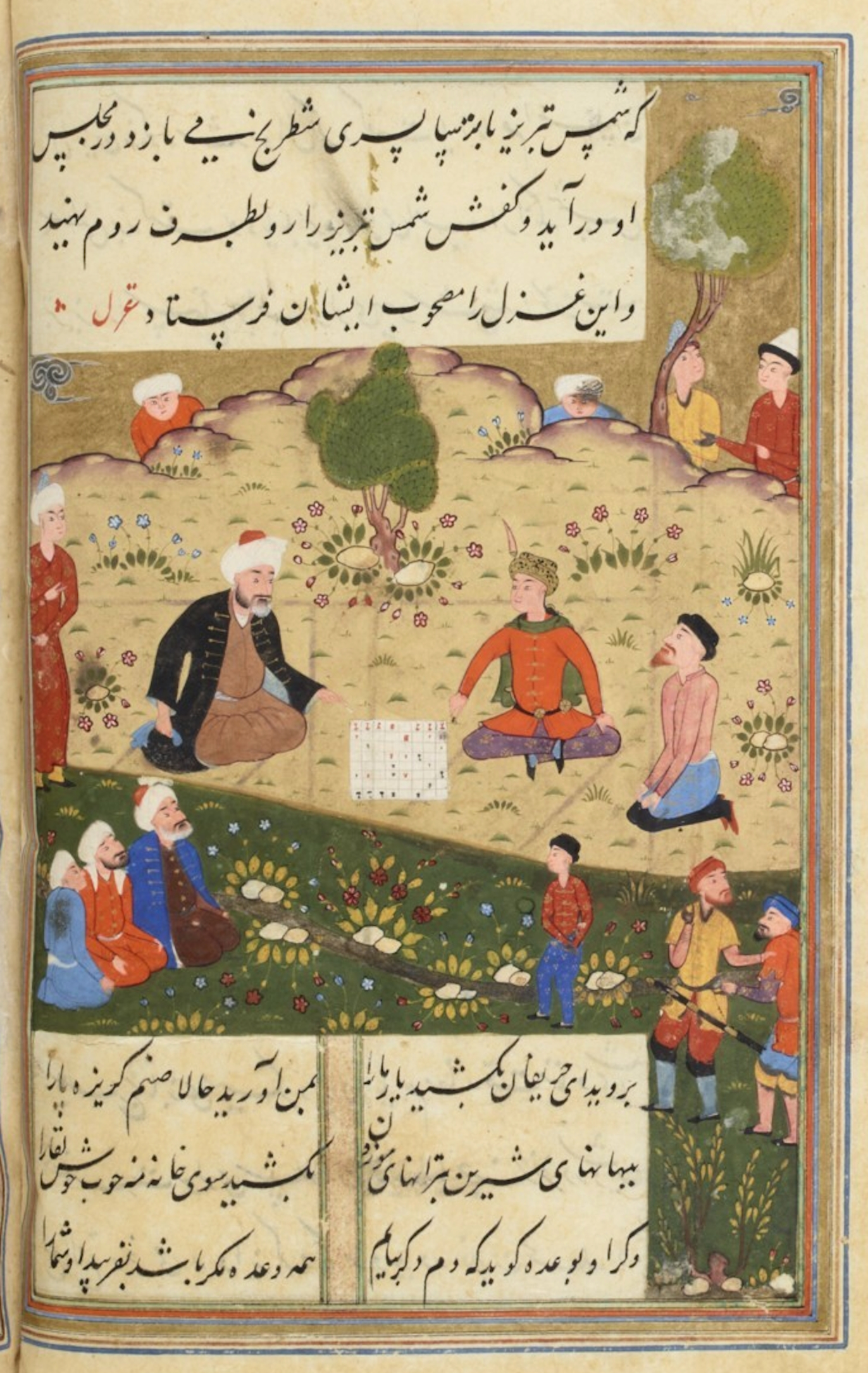
Xamece de Tabriz, miniatura de um poema datada de 1503

Xameçadim Maomé, melhor conhecido como Xamece de Tabriz ou Xemaçadim de Tabriz (em persa: شمس تبریزی; romaniz.: Xams-i-Tabrīzī; 1185–1248) foi um místico Sufi iraniano. nascido em Tabriz no Azerbaijão iraniano e morreu em 1248. Ele foi o responsável pela iniciação de Jalaludim Rumi, no misticismo islâmico, e foi imortalizado nas poesias deste discípulo.  muçulmano, a quem se credita a formação espiritual de Rumi, também conhecido como Rumi e é referenciado, com grande ênfase na coleção poética de Rumi, em particular, Diwan-i Shams-i Tabrīzī (Os trabalhos de Xamece de Tabriz). A tradição diz que Xamece ensinou a Rumi em reclusão em Cônia (hoje Turquia) por um período de 40 dias, antes de fugir para Damasco (hoje Síria). O túmulo de Xamece foi recentemente nomeado pela UNESCO com um Patrimônio Mundial.

## A vida de Xamece
De acordo com o Sipá Salar, um devoto e amigo íntimo de Rumi que passou 40 anos com ele, Xamece era filho do Imame Aladim. Em um trabalho intitulado Manāqib al-‘arifīn (Elogios dos Gnósticos), Aflaqui nomeia um certo Ali como o pai de Xamece e seu avô como Maliquedade. Aparentemente, baseando seus cálculos do Maqālāt (em conversa com) de Haji Bektash Veli, Aflaqui sugere que Xamece chegou a Cônia, na idade de 60 anos. No entanto, vários estudiosos têm questionado a confiabilidade do Aflaqui.  Xamece recebeu sua educação em Tabriz e foi discípulo de Baba Kamal al-Din Jumdi. Antes de conhecer Rumi, aparentemente, nestas viagens, ele trabalhou como tecelão de tendas e vendedor de cintos para manter-se.  Apesar de sua ocupação como um tecelão, Xamece recebeu o epíteto de "bordador" (zarduz) em diversos relatos biográficos, incluindo a do historiador persa Dawlatshah. Isso, entretanto, não foi a sua ocupação, como listado por Haji Bektash Veli no "Maqālat" e foi sim o epíteto dado ao Ismaili imame Xameçadim Maomé, que trabalhou como bordador, enquanto vivia no anonimato em Tabriz. A transferência do epíteto para a biografia do mentor de Rumi sugere que a biografia deste Imam deve ter sido conhecida pelos biógrafos de Xamece. As especificidades de como esta transferência ocorreu, no entanto, não são ainda conhecidas. 

## Encontro de Xamece com Rumi
Em 15 de novembro de 1244, um homem vestido de preto dos pés à cabeça, chegou à famosa estalagem de comerciantes de açúcar de Cônia. Seu nome era Xamece de Tabriz e que afirmava ser um viajante, um mercador. Como foi dito no livro de Haji Bektash Veli's, o "Makalat", ele estava à procura de alguma coisa que deveria encontrar em Cônia. Eventualmente, ele encontrou Rumi montando um cavalo.
Um dia, (em 5 ou 6 de 1244) Rumi estava lendo ao lado de uma grande pilha de livros. Xamece de Tabriz, passando, lhe perguntou: "O que você está fazendo?" Rumi zombeteiramente respondeu: "Algo que você não pode entender." Ao ouvir isso, Xamece jogou a pilha de livros nas águas de uma piscina das proximidades. Rumi apressadamente resgatou os livros e para sua surpresa, todos eles estavam secos. Rumi, então, pediu Xamece, "O que é isso?" Ao que Xamece respondeu: "Moulana, é isso que você não pode entender."
A segunda versão do conto dá com Xamece passando por Rumi, que novamente está lendo um livro. Rumi coincide-o como um estranho ignorante. Xamece pergunta então a Rumi o que ele estava fazendo, ao que Rumi responde: "Algo que você não entende!" Naquele momento, os livros de repente pegam fogo e Rumi pede a Xamece para explicar o que aconteceu. Sua resposta foi: "Algo que você não entende". 
O encontro entre ambos deu-se propriamente no final do outono de 1244, com a idade de trinta e sete, Xamece tinha vindo para Cônia neste ano, depois de passar um curto período de tempo, em Bagdá. Xamece era um Sufi misterioso e poderoso. O encontro de ambos pode ser comparado ao encontro de Abraão com Melquisedeque. A seguinte explicação, deve-se ao Murat Yagan: "Um Melquisedeque e Xamece são mensageiros da Fonte. Eles não fazem nada para si, mas que trazem luz para alguém que pode receber, alguém que está muito cheio ou muito vazio. Rumi era um que era muito completo. Depois de recebê-lo poderia então aplicar essa mensagem para o benefício da humanidade".
O encontro de ambos marcou o ponto de virada na vida de Rumi, que até então tinha sido um eminente professor de religião e de um alto místico para se tornar um poeta em êxtase e amante da humanidade. Foi esse encontro com o dervixe Xamece, que transformou a vida radicalmente para Rumi. Xamece tinha viajado todo o Oriente Médio buscando e orando por alguém que pudesse "suportar a minha empresa". A voz que veio, disse-lhe: "O que você vai dar em troca?" "Minha cabeça!" "O que você procura está num montador de cavalos, Jalaludim."
O primeiro poema escrito por Rumi está em uma carta endereçada a Xamece, e no momento da seu encontro até a morte de Rumi, Xamece nunca ausentou-se de suas poesias. A amizade emocional e espiritual entre estas duas figuras imponentes é rara na história do Sufismo e tornou-se proverbial no Oriente.
O fato de que Rumi passasse o dia todo com Xamece, gerou um sentimento crescente de ciúme em seus discípulos e Xamece assediado por estes, teve que deixar Cônia. Rumi angustiado por esta partida, escreveu muitas cartas e mensagens contendo poemas em persa e árabe.

Venha visitar a minha casa por algum tempo
Que a luz do amor pode brilhar
De Cônia para Samarcanda
E Bucara por algum tempo...

Tempos depois se rencontram para novamente se separarem. O segundo desaparecimento de Xamece, no entanto, provou ser a último. Durante a noite de 05 de dezembro de 1248, como Rumi e Xamece estavam falando, Xamece foi chamado até a porta. Essa foi a última vez que se viram. Acredita-se que ele foi assassinado pelos discípulos ressentidos de sua influência sobre o seu mestre. O mistério de sua ausência ficara envolto no mundo de Rumi, durante suas viagem de dois anos e, mesmo tão longe quanto era Damasco. Mas todos os seus esforços desencontra-lo foram em vão e foi lá que ele escreveu:

Por que eu deveria procurar? Eu sou o mesmo, eu gosto dele.
Sua essência fala através de mim.
Eu estive procurando!

Depois de vários anos com Rumi em Cônia, Xamece dirige-se para o oeste e se estabeleceu em Coi. Conforme os anos se passaram, Rumi atribuiu, mais e mais, trechos de suas poesias a Xamece como um sinal de gratidão e amor pelo seu falecido amigo e mestre. Nas poesias de Rumi, Xamece se torna um guia, ocupa o lugar de (Criador); o amor de Deus para a humanidade; Xamece era um dom ("Xamece" significa "Sol", em árabe), a luz do sol que brilhava, um caminho seguro, era como como um guia, para afastar as trevas do coração Rumi, era e mente e o corpo na terra.
Túmulo de Xamece.

## Morte
Na noite de 05 de dezembro de 1248, como Rumi e Xamece estavam falando, Xamece foi chamado para a porta dos fundos. Ele saiu, nunca mais voltou. Acredita-se que tenha sido assassinado com a conivência do filho de Rumi, Aladino, em caso afirmativo, Xamece realmente deu a sua cabeça para a amizade mística.
Segundo a tradição Sufi contemporânea, Xamece de Tabriz desapareceu misteriosamente: alguns dizem que ele foi morto [assassinado] pelos discípulos de Rumi, enciumados pela relação estreita entre o mestre e Xamece. Diz-se também que Xamece de Tabriz deixou Cônia e morreu em Coi onde foi enterrado. O sultão Walad, filho de Rumi, em sua Walad-Nama Mathnawi menciona apenas que Xamece desapareceu misteriosamente de Cônia, sem detalhes mais específicos.
O túmulo de Xamece de Tabriz em Coi, ao lado de uma torre monumental, no memorial de um parque, foi nomeado como um Patrimônio mundial da humanidade pela UNESCO.  Ele é um dos pontos de peregrinação até os dias de hoje.

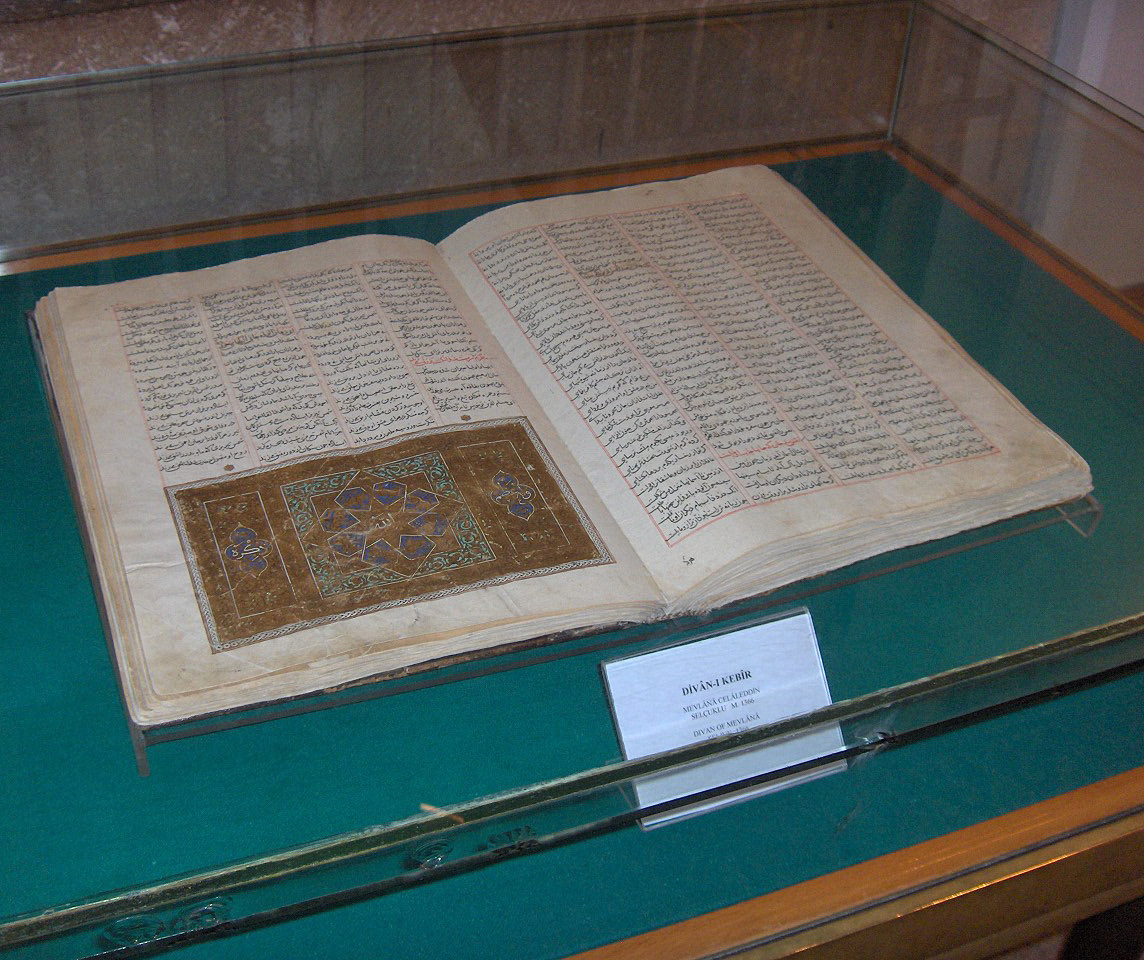
O Divan-i Kebir, livro escrito por Xamece

## Discurso de Xamece
O Maqalat-e Shams-e Tabrizi (Discurso de Xamece de Tabriz) é um livro de prosa persa escrito por Xamece.   O Maqalat parece ter sido escrito durante os últimos anos de Xamece, uma vez que ele fala de si mesmo como um homem velho. No geral, ele contém uma interpretação mística do Islã e contém conselhos espirituais.
Alguns trechos do Maqalat fornecem propriamente informações sobre os pensamentos de Xamece:
- A Bênção é um excesso, por assim dizer, um excesso em tudo. Não se contente em ser um faqih (erudito religioso), dizer que eu quero mais - mais do que ser um sufi (místico), mais do que ser um místico - mais do que cada coisa que vem antes de você.
- Um bom homem se queixa de ninguém, ele não se detém a olhar para falhas.

- A alegria é como a água clara e pura, onde ela flui, flores maravilhosas crescem... A tristeza é como um rio negro, onde flui ele murcha as flores.

- E a língua persa, como ocorreu? Com tamanho elegância e beleza de modo que os significados e elegância que se encontram an língua persa [não se encontra] no árabe.

- E a língua persa, que foi que aconteceu? Com tanta elegância e bondade de tal forma que os significados e elegância que é encontrado na língua persa não se os encontra em árabe. [12][13]

Uma matriz de poesia mística, cheia de sentimentos devocionais e fortes (álida) inclinações, tem sido atribuída a Xamece em todo o mundo islâmico persa (iraniano. Estudiosos como Gabrielle van den Berg, por vezes, questionam se estes foram realmente da autoria de Xamece. No entanto, tempos depois, os estudiosos apontaram a possibilidade de o nome de Xamece ter sido usado por mais de uma pessoa. Van den Berg sugere que essa identificação [poderia ser um suposto] pseudônimo de Rumi. No entanto, a historiadora reconhece que, apesar do grande número de poemas atribuídos a Xamece, que compõem um vasto repertório devocional dos ismaelitas de Badaquistão, uma esmagadora maioria deles não pode ser localizado em qualquer uma das obras existentes de Rumi. Em vez disso, como observa Virani, alguns destes estão localizados no "Jardim de Rosas de Xamece" (Gulzār-i Shams), de autoria do Mulukshah, um descendente do Ismaili Pir Xamece, bem como em outras obras. 

## Homenagem póstuma

### Em Cônia

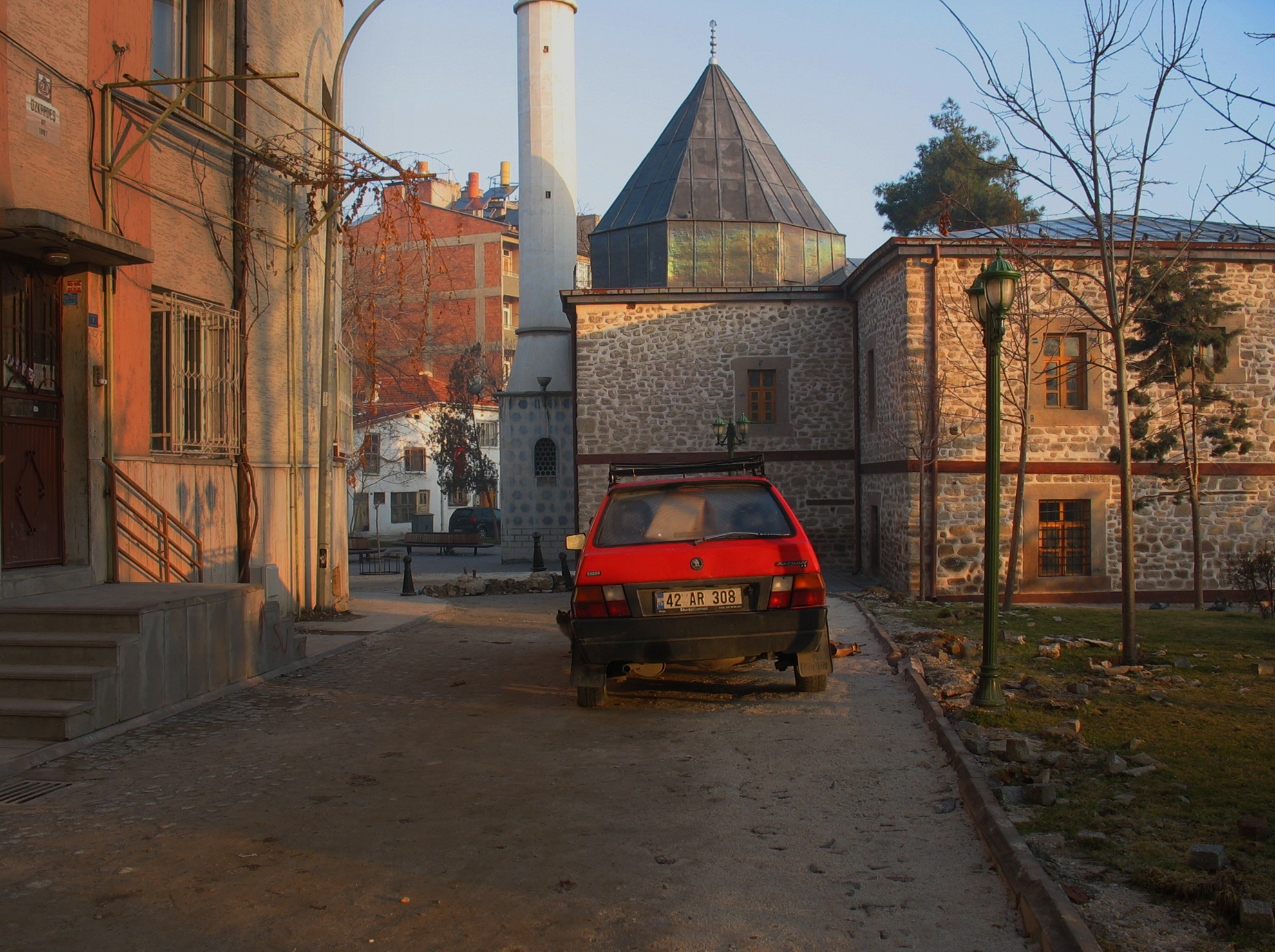
Caminho do Santuário
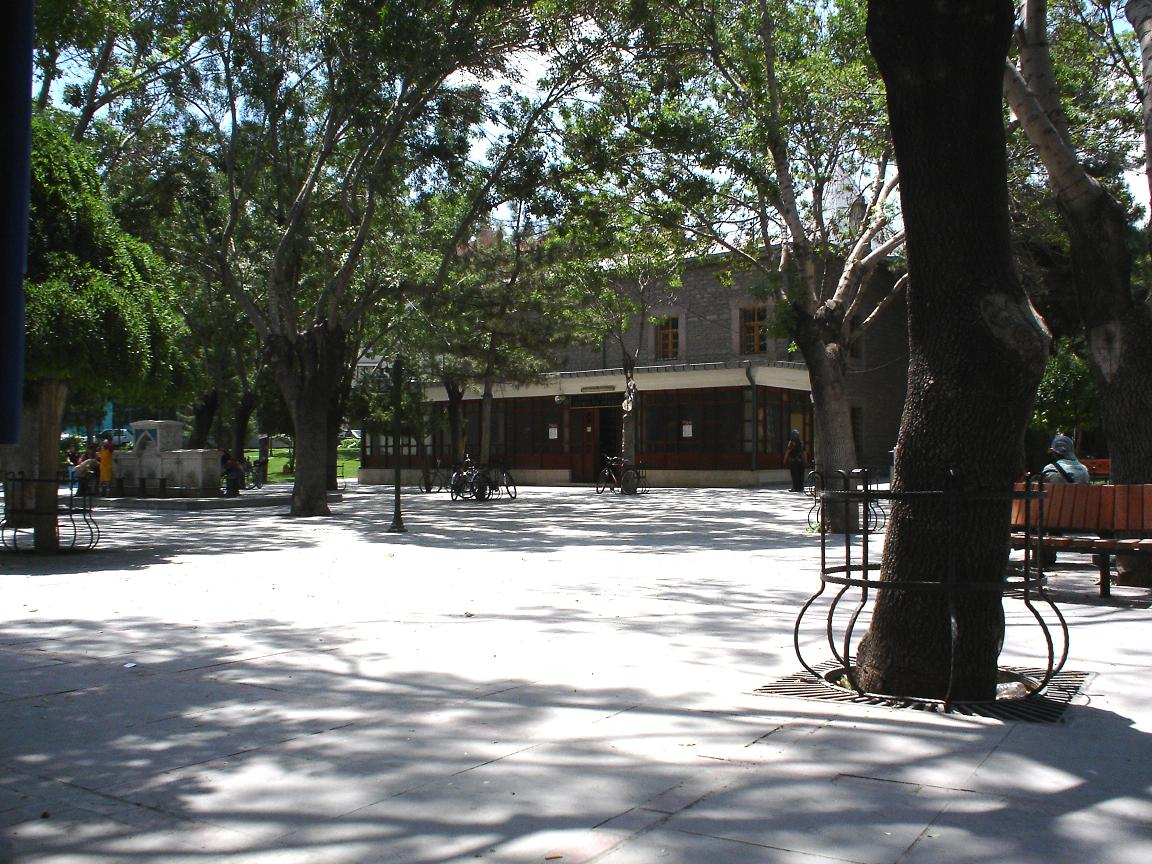
Entrada do túmulo em Cônia
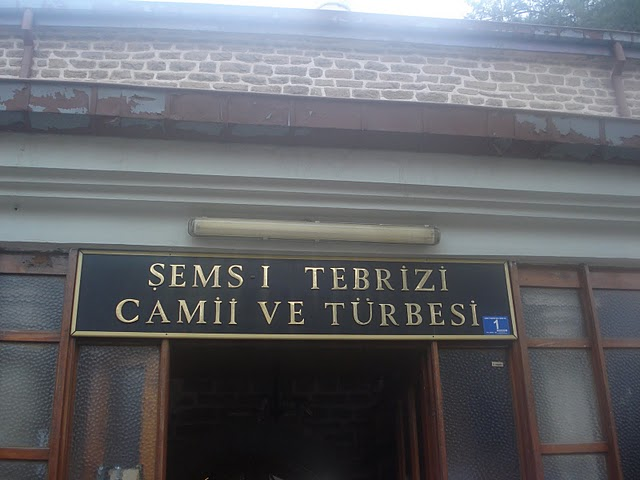
A porta do túmulo em Cônia
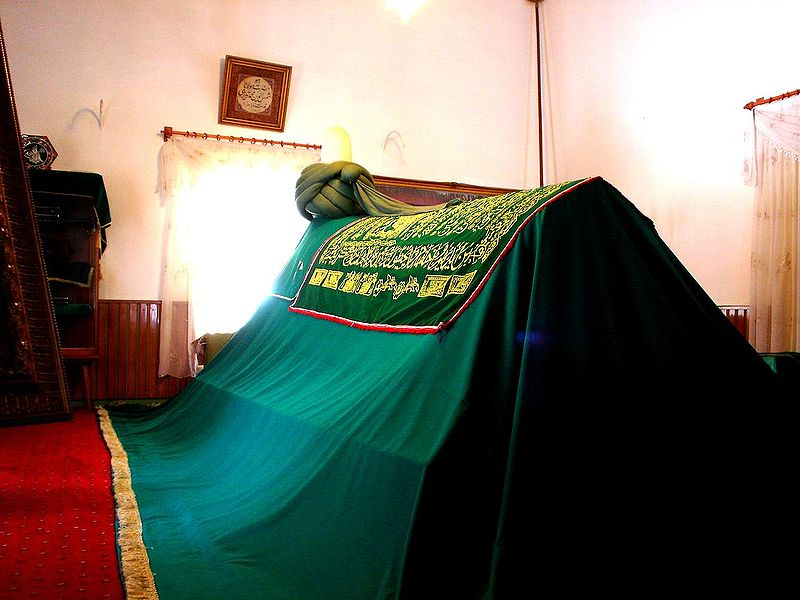
Sala do túmulo - Santuário
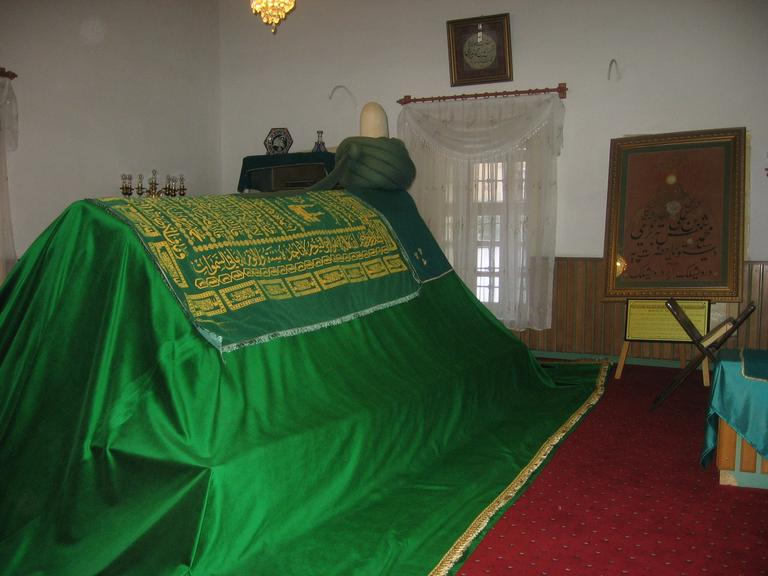
Sala do túmulo - Santuário
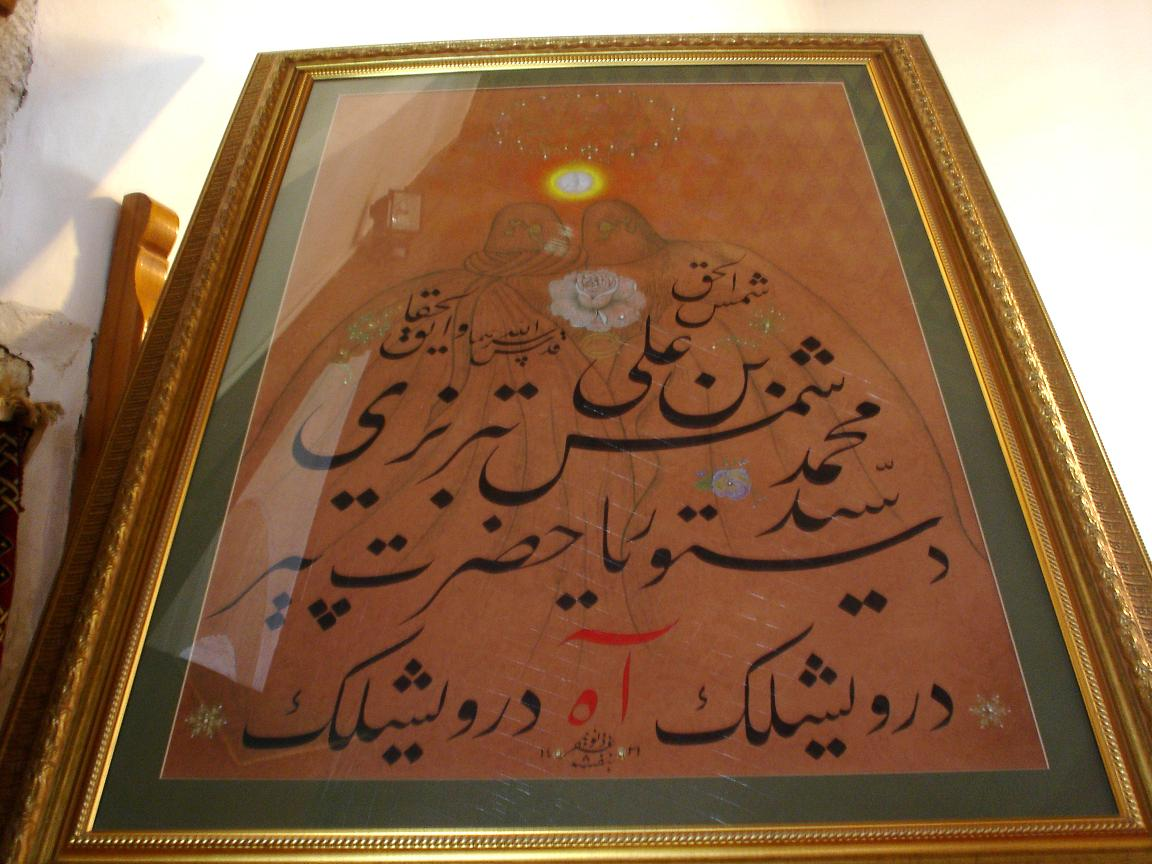
Sala do túmulo - Santuário

### Em Coi

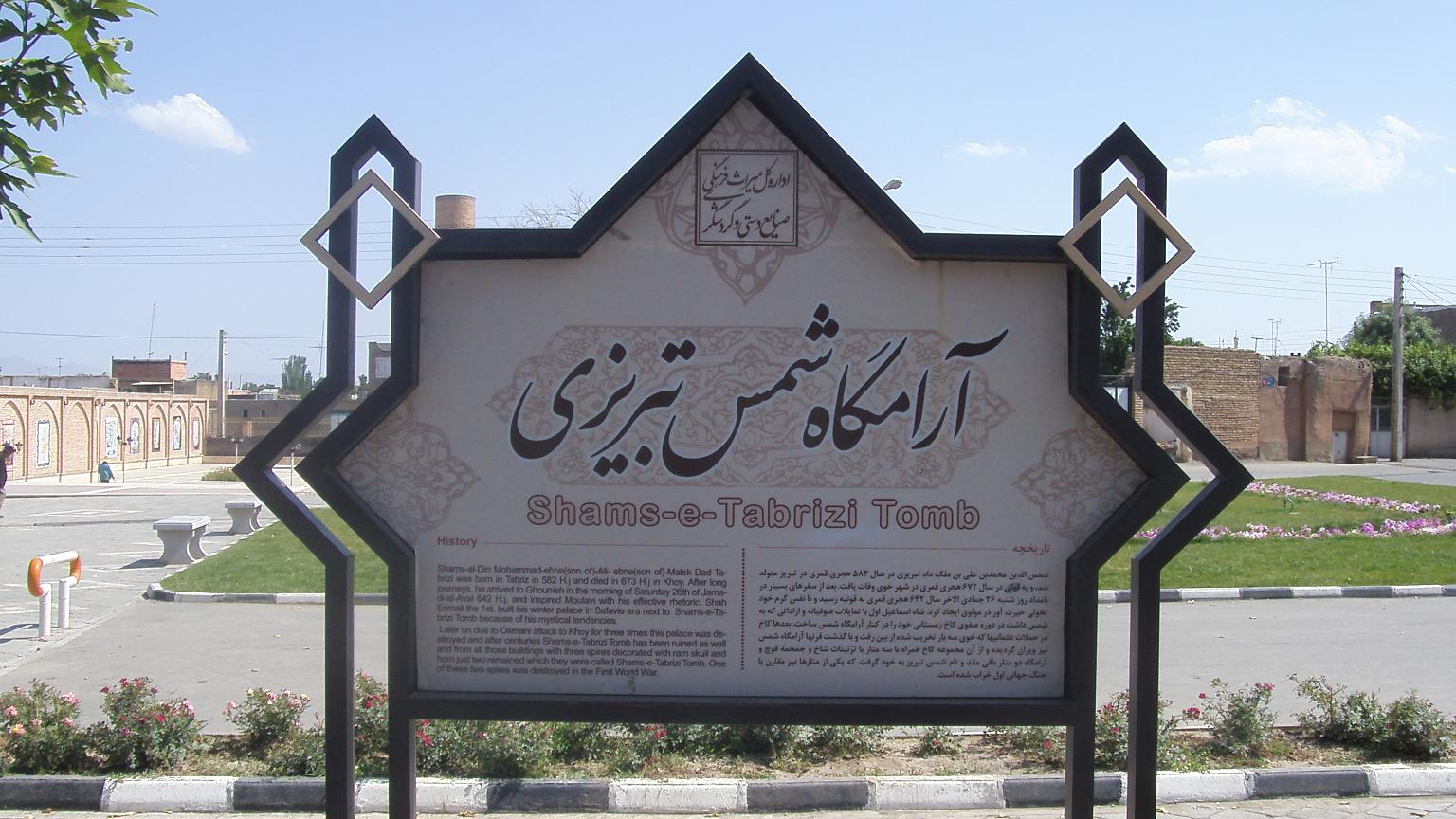
O túmulo em Coi
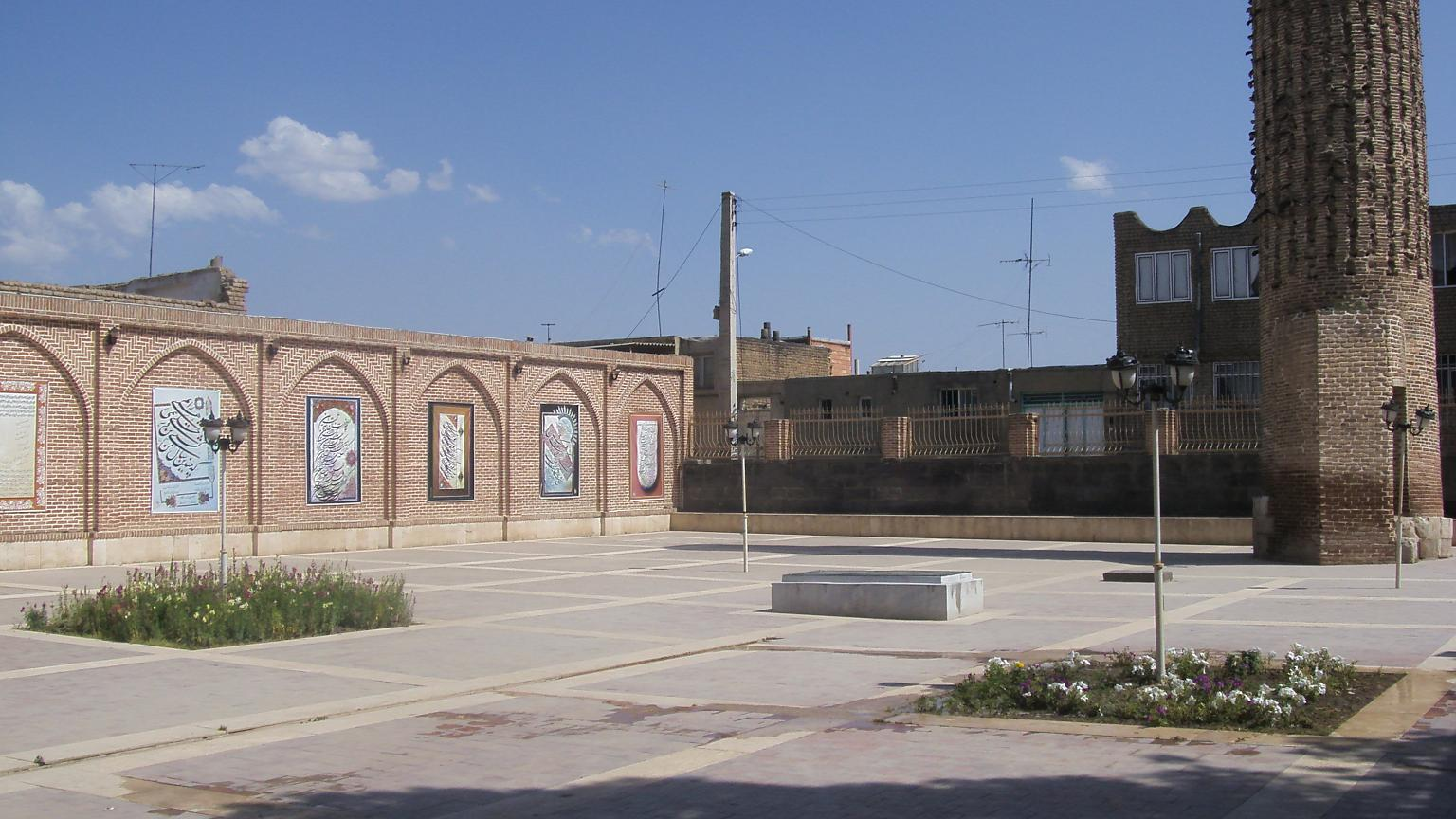
O túmulo em Coi
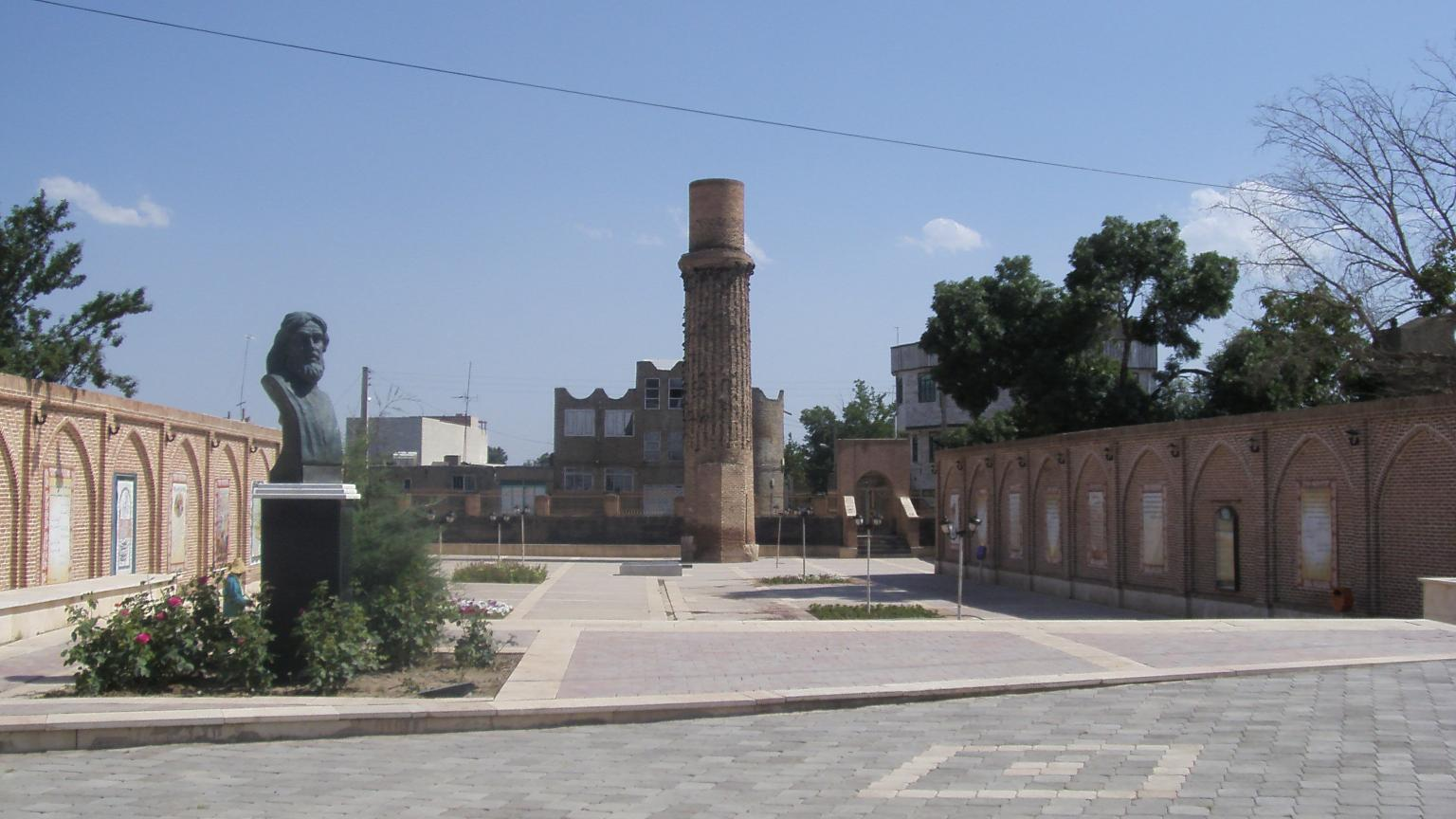
O túmulo em Coi
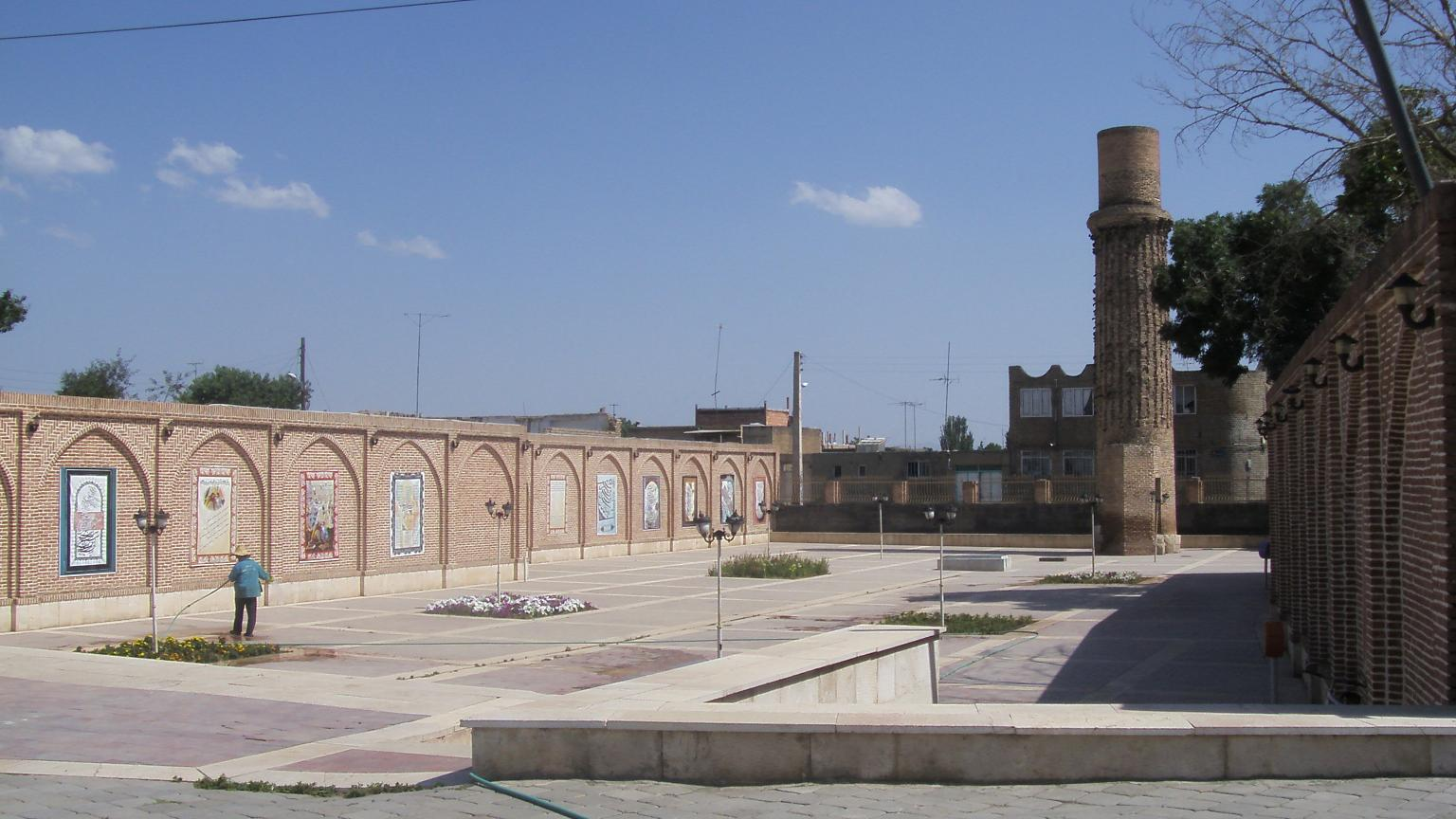
O túmulo em Coi
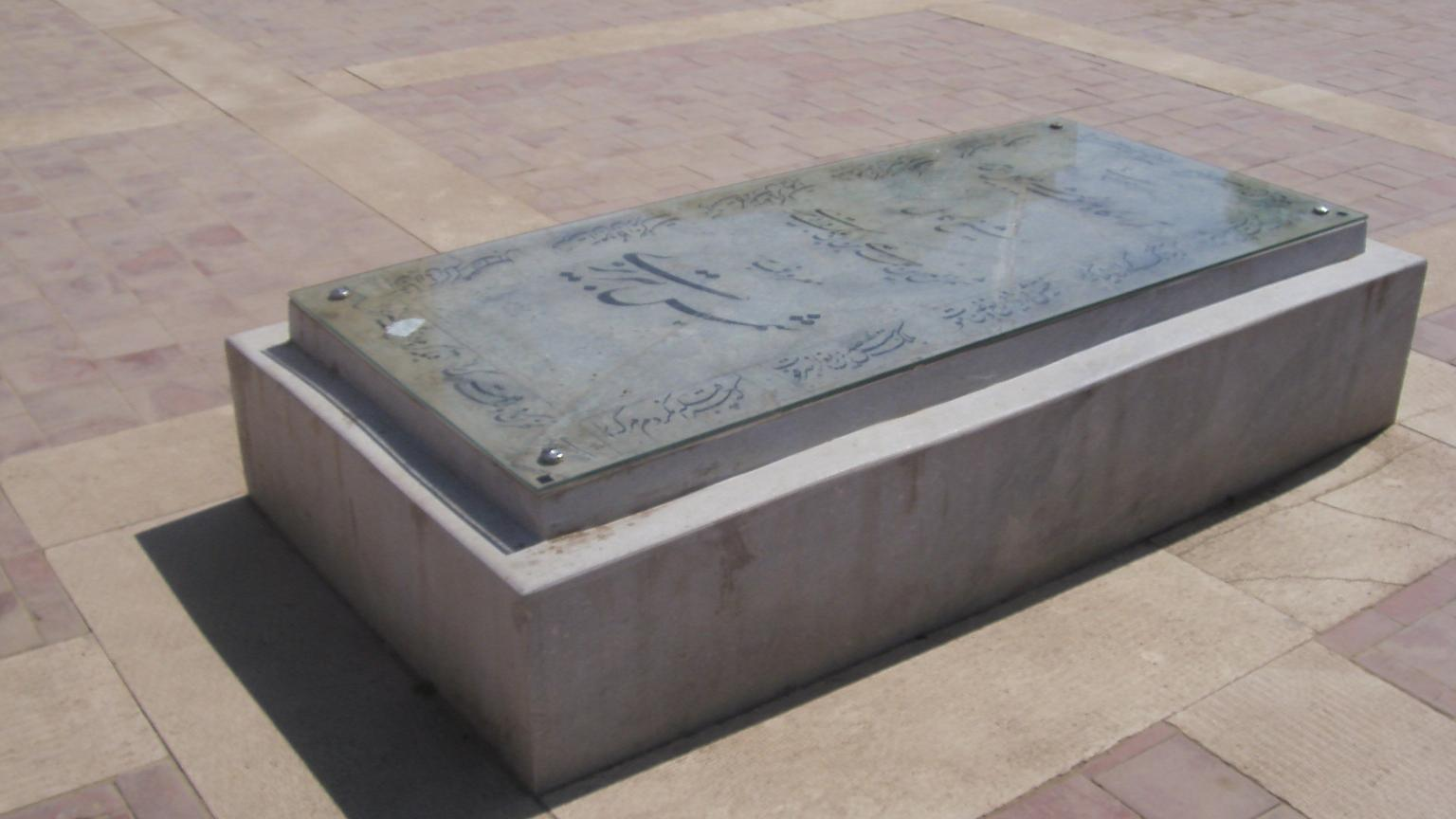
Lápide - Túmulo
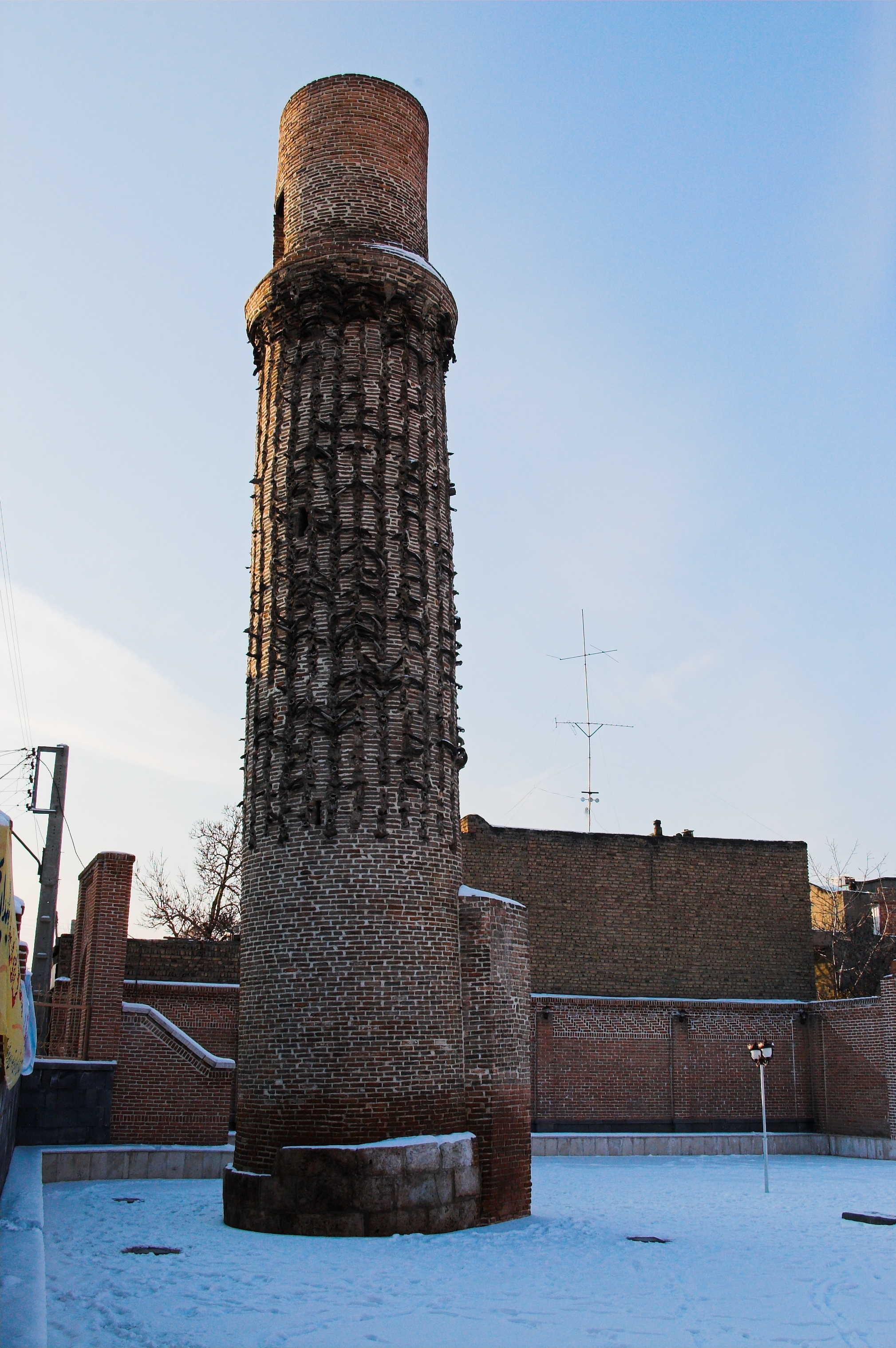
O túmulo em Coi

## NoDivã de Xamece de Tabriz(Folhas Avulsas)
Trata-se de uma coleção de poemas líricos que contém mais de 40 000 versos e é considerada uma das maiores obras da literatura persa. Nestes escritos encontra-se de forma clara ou alusiva a intrínseca relação entre Rumi, o autor e o mestre deste, Xamece.

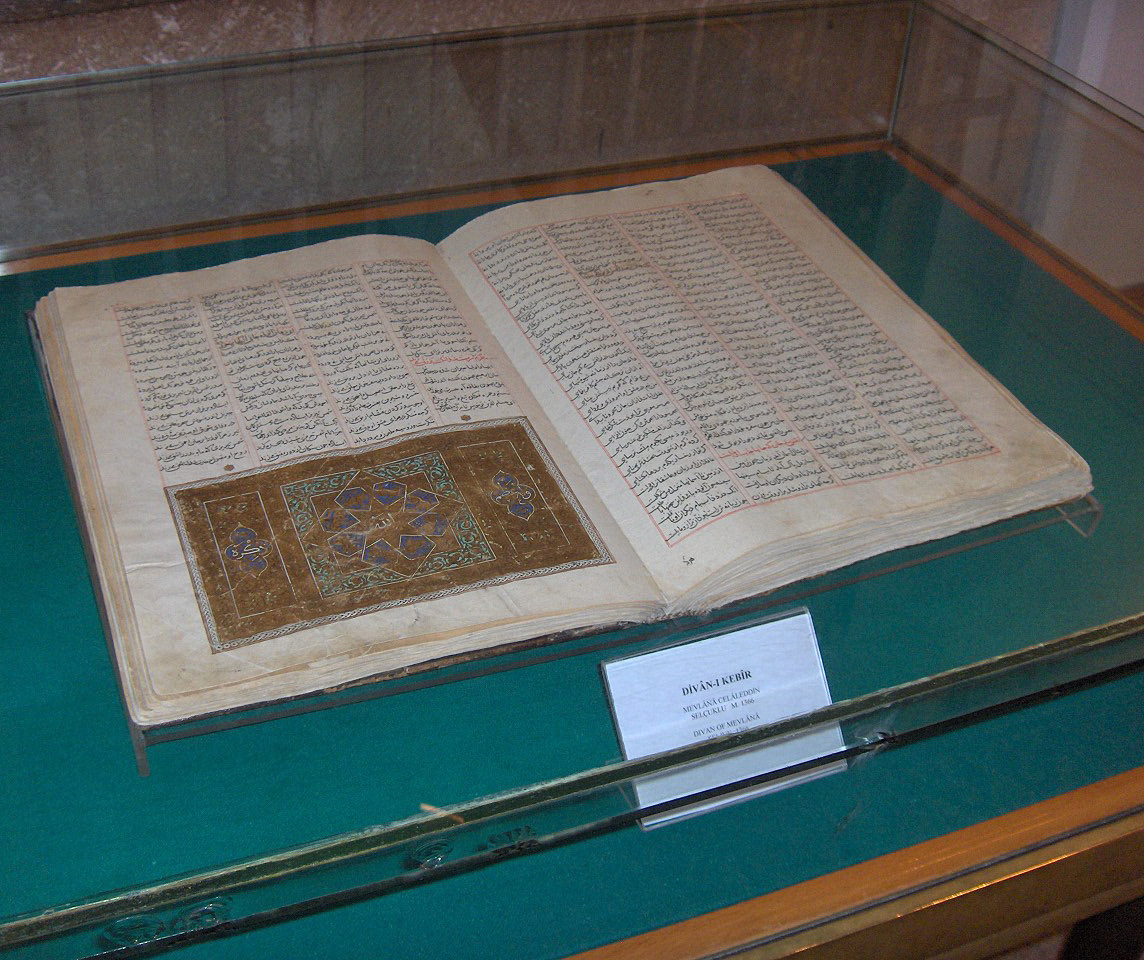
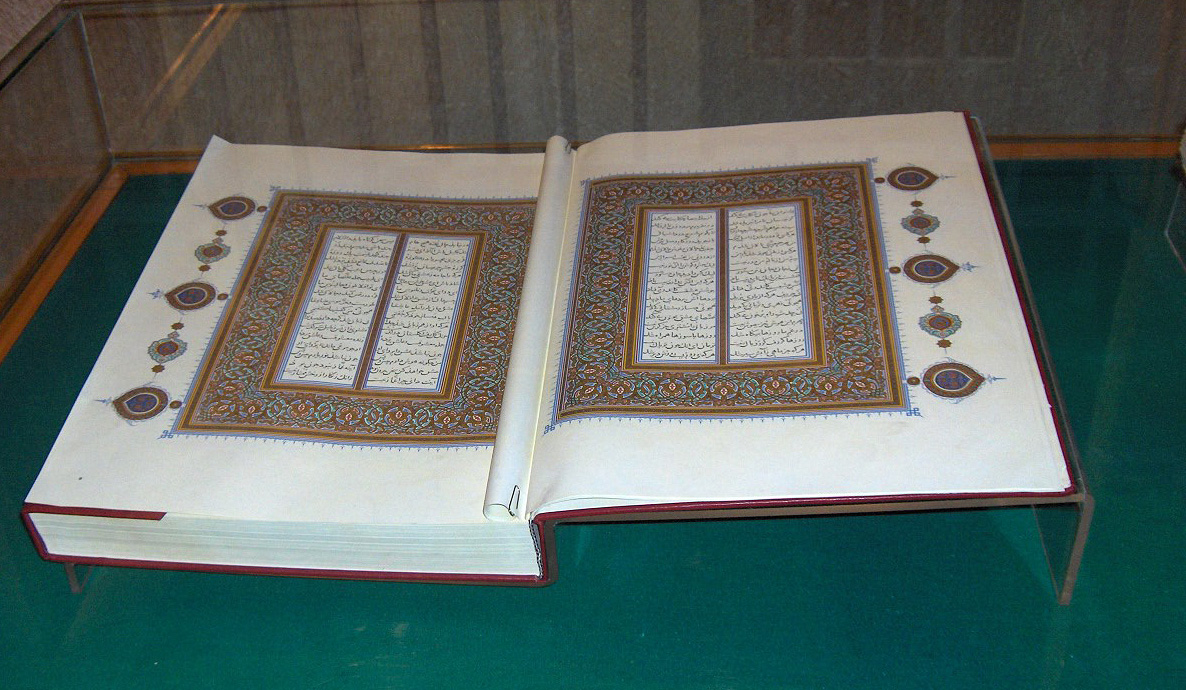
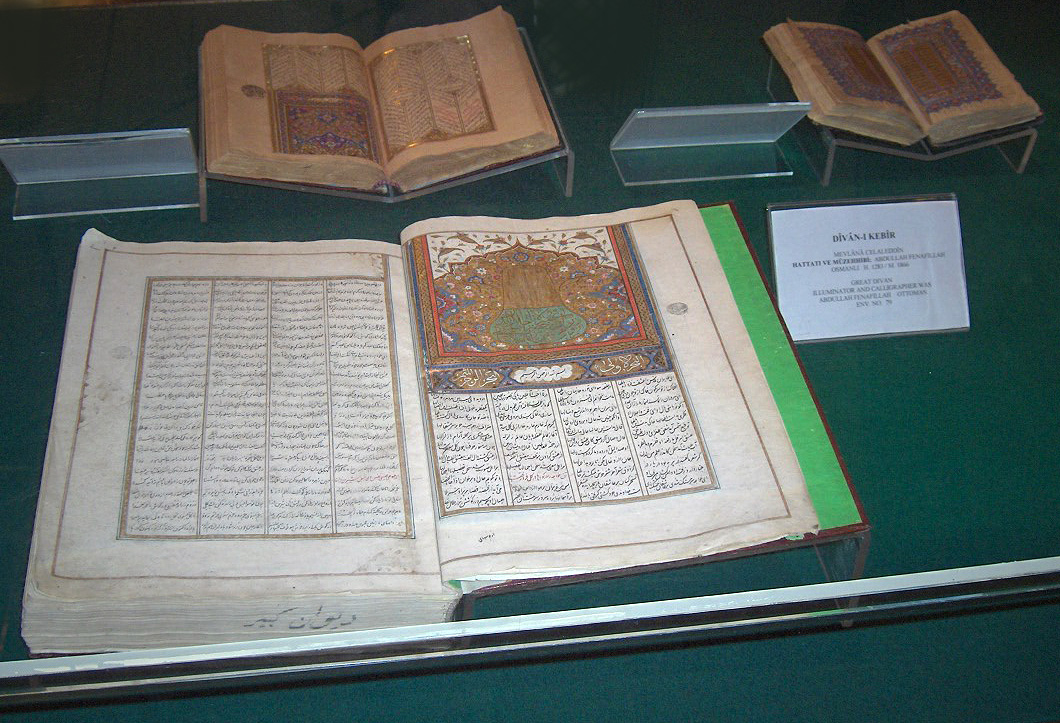
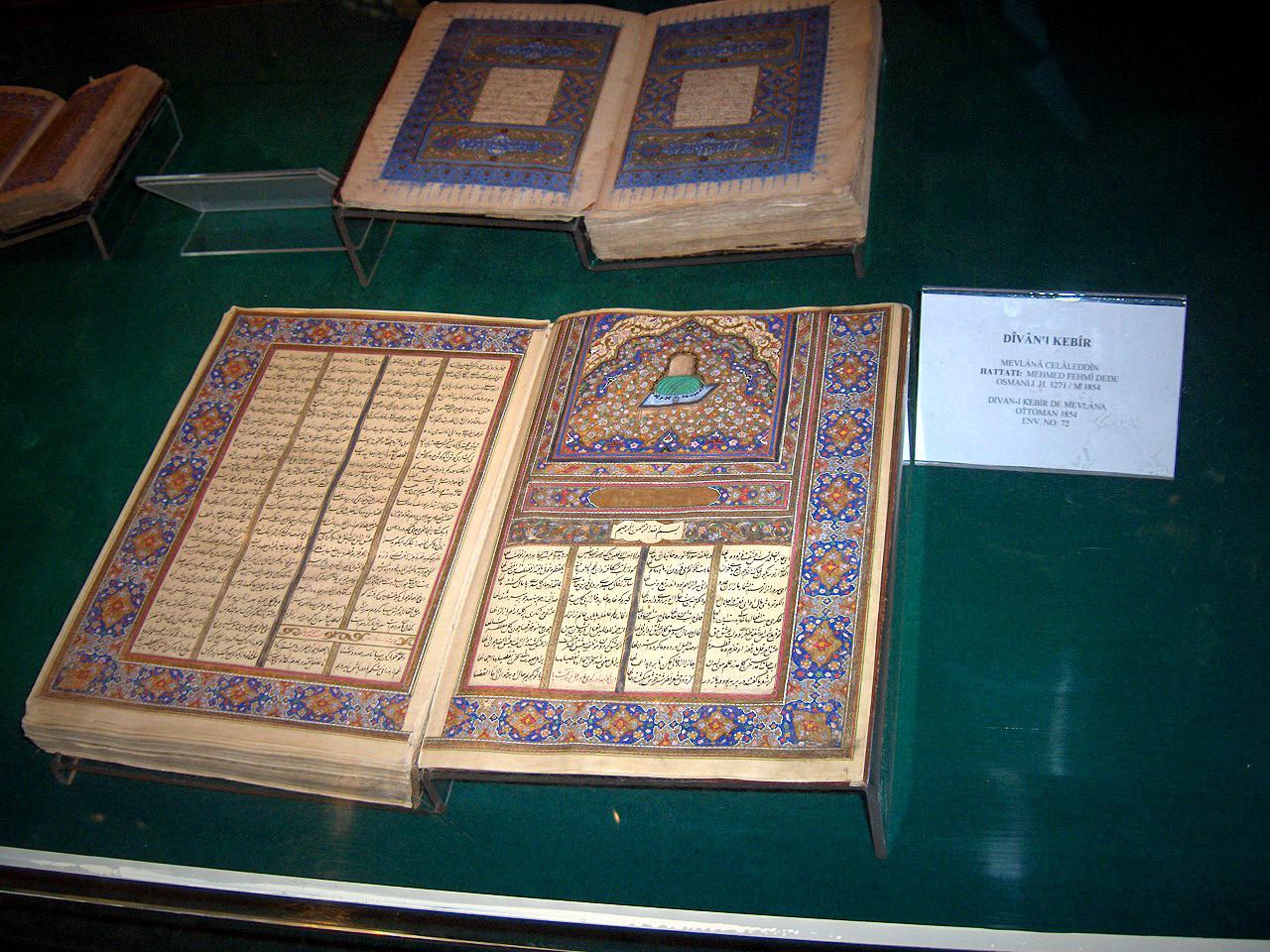